# 戴民權
戴民權（1891年—1940年），名正，字端甫。河南省临汝县（今汝州市）蟒川鄉戴灣村人，中華民國中將。他為中日戰爭期間陣亡的國軍高級將領之一。

## 生平
戴民權為中華民國國民革命軍高級將領，曾参加过讨伐陈炯明，营救孙中山的战斗。於1931年4月3日－5月14日固始戰鬥及1931年7月1日－8月5日第二次固始戰鬥中率第二十五师部隊守住固始擊退共產紅軍二度攻擊。任改编自河南息县、汝南、固始、潢川等县的地方团队的第四十五师师长，隸屬於第十集团军（总司令刘建绪）。1937年11月9日调升第三十九軍（军长刘和鼎）副军长，後兼豫南遊擊隊第五縱隊司令。1940年5月奉令于河南遂平境内截阻日軍壮烈殉国，时年48岁。
兴办了半扎私立民权中心完全小学，并捐500亩地、一盘水磨，大旱之年在半扎发放万斤粮食救济乡民。戴公館迄今屹立於半扎。

## 家屬
- 長子戴鴻超留美政治學博士，前底特律大學政治系主任，英譯李志綏毛澤東私人醫生回憶錄作者。